# Rhapontik-Rhabarber
Rhapontik-Rhabarber (Rheum rhaponticum), auch Sibirischer Rhabarber oder Bulgarischer Rhabarber genannt, ist eine Pflanzenart, die zur Gattung Rhabarber (Rheum) innerhalb der Familie der Knöterichgewächse (Polygonaceae) gehört. Sie ist im südlichen Norwegen und südlichen Sibirien beheimatet und wird als Heilpflanze verwendet.

## Beschreibung
Der Rhapontik-Rhabarber wächst als ausdauernde krautige Pflanze, die Wuchshöhen von 1,2 bis 1,5 Meter erreicht. Die Laubblätter stehen grundständig und am Stängel verteilt. Die unteren Laubblätter besitzen lange Blattstiele, die unten gefurcht sind und rundlich-eiförmige Blattspreiten mit etwas gewelltem Blattrand. Die oberen Laubblätter besitzen kurze Blattstiele und länglich-eiförmige Blattspreiten.
Die Blütezeit reicht von Mai bis Juni. Die Hochblätter verdecken die Blüten nicht. Die Blütenhülle ist grünlich. Die eiförmigen Nussfrüchte sind beiderseits ausgerandet.
Die Chromosomenzahl beträgt 2n = 22.

## Vorkommen, Geschichte und Etymologie
Der Rhapontik-Rhabarber (Rheum rhaponticum) kommt im südlichen Norwegen und südlichen Sibirien vor. Es wird auch das südwestliche Bulgarien als Heimat angegeben. Die Einführung des Rhapontik-Rhabarber aus Gebieten am Schwarzen Meer (= Pontus) erklärt die Bezeichnung Radix pontica oder Rhapontikum (auch Rheuponticum und Reuponticum) der Droge und des Artepithetons rhaponticum. Möglicherweise ist diese Rhabarberart auch aus dem Anbau verwildert.

## Taxonomie
Die Erstveröffentlichung von Rheum rhaponticum erfolgte 1753 durch Carl von Linné in Species Plantarum. Ein Homonym ist Rheum rhaponticum Herder. Der Name Rheum rhaponticum auct. wurde irrtümlicherweise auch oft im Sinne des Kultur-Rhabarbers (Rheum ×hybridum Murray) verwendet.

## Medizinische Bedeutung

### Inhaltsstoffe
In der Wurzel des Rhapontik-Rhabarbers kommen Phytoöstrogene aus der Stoffgruppe der natürlichen Hydroxystilbene vor, die beim Menschen eine östrogenartige Wirkung ausüben (SERM = selektiver Estrogen-Rezeptor-Modulator). Präparate aus Rheum rhaponticum werden zur Behandlung von Wechseljahresbeschwerden eingesetzt.
Der Wurzelextrakt enthält Rhaponticin, Desoxyrhaponticin, Rhapontigenin und Desoxyrhapotigenin. Abführend wirkende Anthrachinone (wie andere Rhabarber-Arten) enthält der Rhapontik-Rhabarber nicht. Die Wirkstoffe binden im menschlichen Körper an die Estrogenrezeptoren, die als Schaltstellen für die Weiterleitung der Östrogenwirkung fungieren. Durch die Aktivierung dieser Rezeptoren werden Wechseljahresbeschwerden gebessert.
Die Besonderheit des Rhapontik-Rhabarbers liegt darin, dass die Wirkstoffe Studien zufolge nur am beta-Estrogenrezeptor andocken und den alpha-Estrogenrezeptor nicht aktivieren. Dagegen aktivieren die synthetischen Hormone einer Hormonersatztherapie auch den alpha-Rezeptor, was die bekannten Nebenwirkungen der Hormontherapie auslöst.

### Anwendung
Sibirischen Rhabarber gibt es als apothekenpflichtiges Fertigarzneimittel mit Rhapontikrhabarberwurzel-Trockenextrakt (Bezeichnung ERr 731).

## Weiterführende Literatur
- Günter Vollmer, Anja Papke, Oliver Zierau: Treatment of menopausal symptoms by an extract from the roots of rhapontic rhubarb: the role of estrogen receptors. In: Chinese Medicine. Band 5, 2010, S. 7, doi:10.1186/1749-8546-5-7 (engl., Kurzbeschreibung des Inhaltes: Behandlung klimakterischer Beschwerden mit einem Extrakt aus der Rhapontikrhabarberwurzel: Die Rolle der Östrogenrezeptoren).